# 蒔埜ひな
蒔埜 ひな（まきの ひな、2004年2月12日 - ）は、日本のグラビアアイドル、ファッションモデル。高知県出身。KAMPAI所属。

## 経歴
高校時代に全日本バレーボール高等学校選手権大会（春高バレー）への出場経験がある。その後、芸能オーディション型ミスコンテスト「ミスオリエンタル2023」の四国代表に選ばれ、グランプリには選ばれなかったものの8つの賞を受賞した。
2024年7月29日、男性向け週刊誌『週刊プレイボーイ』33号（集英社）でグラビアデビューを果たした。

## 人物
- バレーボールは小2から高校卒業まで続けた。中学はバレー強豪校で高校もスポーツ推薦で入学した[1]。

## 出演

### 映画
- お嬢と番犬くん（2025年3月公開） - 八木 役（バレー指導も担当）[2]
- 青春ゲシュタルト崩壊（2025年6月公開） - 御岳 役[2]

### CM
- ライトオン - モデル
- 高知菅公学生服 - イメージモデル
- 高知一宮自動車学校高知安芸自動学校 - CM、HPイメージモデル

## 出版

### デジタル写真集
- ドキドキしちゃった（2024年7月29日、集英社）[3]
- あの日の反射光（2025年3月、徳間書店）
- One and Only（2025年3月19日、集英社）[4]
- 映画じゃない僕ら、夢への歩幅（2025年3月、光文社）
- アタックチャンス（2025年6月、白夜書房）
- やっぱりね。（2025年7月28日、集英社）[5]